# TCG Serdar (L-402)
TCG Serdar (L-402) là một tàu đổ bộ lớp Terrebonne Parish thuộc biên chế của Hải quân Thổ Nhĩ Kỳ.
Tàu nguyên là USS Westchester County (LST-1167) được đóng mới cho Hải quân Hoa Kỳ vào giai đoạn cuối của Chiến tranh Triều Tiên. Được đặt tên theo Quận Westchester, New York, Massachusetts, đây là tàu hải quân duy nhất của Hoa Kỳ mang tên này.

## Phục vụ

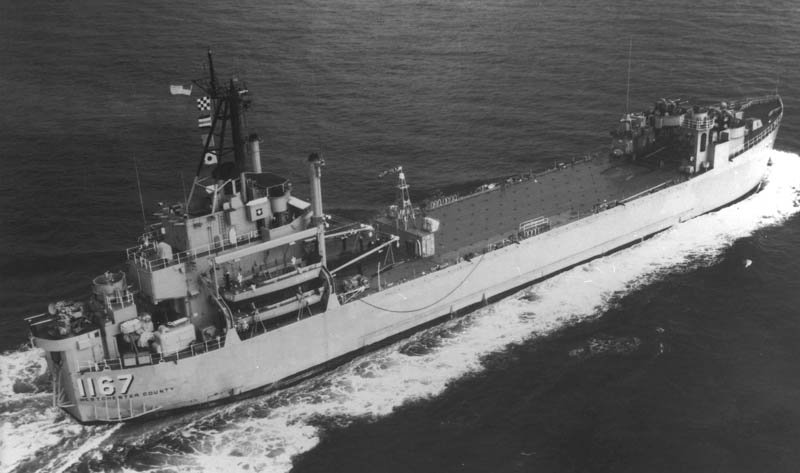
USS Westchester County Đang hoạt động, ngày và vị trí không xác định

Từ ngày 7 tháng 9 đến ngày 1 tháng 10 năm 1972, Westchester County hoạt động trong lĩnh vực hỗ trợ hậu cần của đội thả mìn 1. Tàu đã trở lại Yokosuka vào ngày 15 tháng 10 để kiểm tra. Con tàu đã đi quá cảnh ngắn đến Okinawa, khởi hành vào ngày 30 tháng 11. Tàu đã trở lại Yokosuka vào ngày 5 tháng 12 năm 1972 và trùng vào kỳ nghỉ Giáng sinh trong khi vẫn ở trạng thái bảo trì. Vào ngày 27 tháng 1 năm 1973, sau khi ký Hiệp định Paris 1973, tàu đang được bố trí ở Vịnh Subic vận chuyển thiết bị đối phó với bom mìn, đội đặt mìn 1 tới Vịnh Bắc Bộ. Do có sự cố trong các cuộc đàm phán ngưng bắn, chiếc tàu đổ bộ đã được ra lệnh cho một điểm hẹn gần Đà Nẵng. Ra khỏi khu vực lân cận vào ngày 3 tháng 3, tàu tiếp tục làm việc để hỗ trợ "Chiến dịch End Sweep".
Sau khi các cuộc tập trận sẵn sàng và các cuộc tập trận bắn phá bờ biển tại Vịnh Subic bắt đầu từ ngày 14 tháng 3, Westchester County đã trở lại Việt Nam để hỗ trợ "Chiến dịch End Sweep" được hoàn thành vào ngày 18 tháng 7. Con tàu dừng tại Vịnh Subic và Okinawa trước khi đến Yokosuka vào ngày 30 tháng 7. Westchester County đã ngừng hoạt động vào ngày 30 tháng 8 năm 1973 và đến Nhà máy Đóng tàu Puget Sound ở Bremerton, Washington vào ngày 30 tháng 11 năm đó. Vào ngày 27 tháng 8 năm 1974, tàu được chuyển giao sang Hải quân Thổ Nhĩ Kỳ và được nhập biên chế như là  Serdar (L-402). Được Hải quân Thổ Nhĩ Kỳ cho ngừng hoạt động vào năm 2011 và bị đánh chìm như một mục tiêu vào ngày 30 tháng 5 năm 2014.